# 우암사적공원
우암사적공원(尤菴史蹟公園, Uam Historic Park)은 대전광역시 동구 충정로 53 (가양동)에 위치한 문화유산 공원이다.
조선 후기의 유학자인 송시열이 머무르던 장소이다. 1991년 53,120m2의 장소에 과거 건물들의 재건과 함께 공원 조성을 시작하였고, 1998년 4월 17일 개장하였다. 송시열이 학문을 익히고 제자를 가르쳤던 장소인 남간정사(시 지정 유형문화제 제4호)가 위치해있으며, 송시열의 문집과 연보 등을 모아 만든 『송자대전』의 목판본인 송자대전판(시 지정 유형문화제 제1호)을 보관하고있다.
매해 10월 이 곳에서 송시열을 기리고 전통을 체험하는 축제인 '우암문화제'가 열린다. 대전광역시 동구청에 의해 동구 8경으로 선정되고, 대전시티투어버스의 승차지로 지정되는 등 대전의 관광지로 홍보되고 있다.